# St. Lambertus (Breyell)

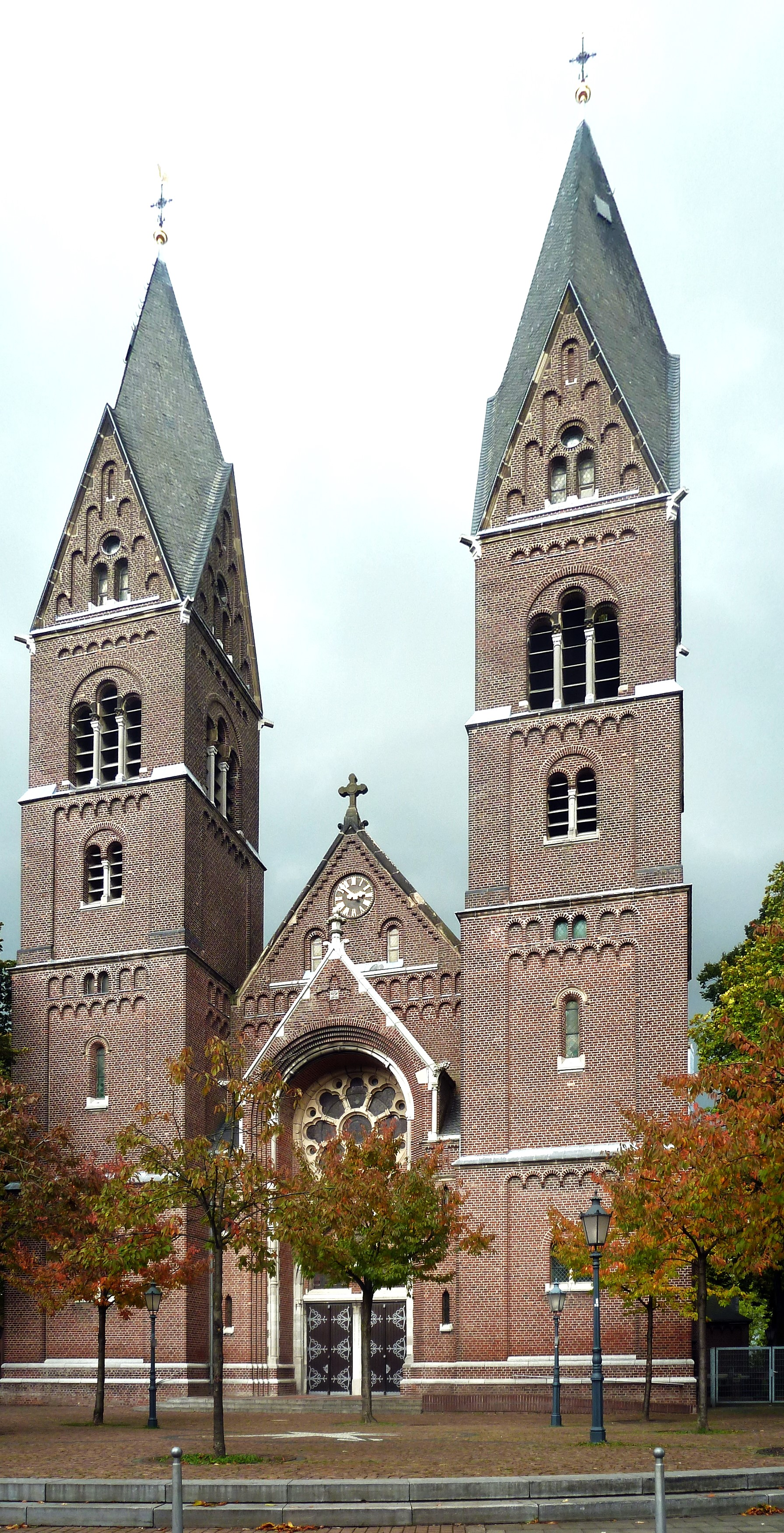
St. Lambertus in Breyell

St. Lambertus ist eine römisch-katholische Pfarrkirche in Breyell, einem Stadtteil von Nettetal im Kreis Viersen in Nordrhein-Westfalen.
Die Kirche ist unter Nummer 70 in die Liste der Baudenkmäler in Nettetal eingetragen, steht unter dem Patronat des hl. Lambert von Lüttich und wurde zwischen 1903 und 1905 nach Plänen von Carl Rüdell und Richard Odenthal errichtet.

## Geschichte
Seit wann genau eine Kirche in Breyell existiert ist nicht überliefert. Es wird vermutet, dass hier bereits vor dem Jahr 1000 eine Kirche bestand. 1232 wird erstmals ein Pfarrer von Breyell, Theodoricus von Breyell, genannt. Zu dieser Zeit war Breyell bereits eigenständige Pfarrei. Das Kollationsrecht besaßen die jeweiligen Eigentümer von Haus Holtmühlen. Um das Jahr 1400 wurde eine neue Kirche im Stil der Gotik erbaut, das Kirchenschiff wurde 1780 teilweise erneuert. In der zweiten Hälfte des 19. Jahrhunderts wurde die gotische Kirche zu klein und man beschloss einen Neubau an anderer Stelle. 
Mit den Planungen zum Bau der heutigen Kirche beauftragte man die Architekten Carl Rüdell und Richard Odenthal, die ein gemeinsames Architekturbüro in Köln führten. Die Bauleitung übernahm der Breyeller Architekt Hoffmann. Am 10. Mai 1903 war die Grundsteinlegung und nach zweijähriger Bauzeit konnte die vollendete Kirche am 4. Oktober 1905 durch den Münsteraner Bischof Hermann Jakob Dingelstad geweiht werden. 1907 riss man das Kirchenschiff der alten Kirche ab, von der alten gotischen Kirche ist heute nur noch der Lambertiturm erhalten.
Nach Beschädigungen im Zweiten Weltkrieg wurde die Pfarrkirche von 1959 bis 1961 unter der Leitung von Architekt Willy Palm restauriert. 1980 folgte die Umgestaltung des Altarraumes nach Plänen von Heinz Döhmen.

## Baubeschreibung
St. Lambertus ist eine dreischiffige Basilika aus Backstein im Stil der Neuromanik mit Doppelturmfassade im Westen, Querschiff und halbkreisförmiger Apsis im Osten.

## Ausstattung
Aus der alten Kirche wurde der romanische Taufstein aus dem 13. Jahrhundert, mehrere Heiligenfiguren und die Kreuzwegstationen aus dem Jahr 1875 übernommen. Von der bauzeitlichen Ausstattung ist die neuromanische reichgeschnitzte Kanzel zu erwähnen. Der Altar ist ein Werk des Buirer Künstlers Friedel Denecke aus dem Jahr 1980. Die Orgel fertigte die Orgelbauwerkstatt Romanus Seifert & Sohn aus Kevelaer 1981.

## Pfarrer
Folgende Priester wirkten bislang als Pastor an St. Lambertus
| von – bis | Name                   |
| --------- | ---------------------- |
| 1915–1934 | Heinrich Königs        |
| 1934–1953 | Hermann-Josef Nordhoff |
| 1953–1974 | Johannes Vellmanns     |
| 1974–1999 | Hermann-Josef Klumpen  |
| 2000–2024 | Günter Puts            |
| Seit 2024 | Benedikt Schnitzler    |